# Тиези
Тиѐзи (на италиански: Thiesi; на сардински: Tiesi) е малко градче и община в Южна Италия, провинция Сасари, автономен регион и остров Сардиния. Разположено е на 461 m надморска височина. Населението на общината е 3010 души (към 2010 г.).